# Czerwony błazen
Czerwony błazen – polski niemy film kryminalny z 1926 roku, zrealizowany na podstawie powieści Aleksandra Błażejowskiego pt. Czerwony Błazen. Film nie zachował się do dziś.

## Obsada
- Robert Boelke (Czerwony Błazen - Józef Skarski),
- Stefan Hnydziński (Witold Skarski),
- Oktawian Kaczanowski (baron Karol Mertinger),
- Helena Makowska (Halina, żona barona),
- Wanda Smosarska (Wanda Skarska),
- Lech Owron (prokurator Gliński),
- Stefan Szwarc (sędzia śledczy),
- Aleksander Maniecki (dyrektor teatru),
- Eugeniusz Bodo (inspicjent),
- Nora Ney (Maria, żona inspicjenta),
- Aleksander Żabczyński (doktorek),
- Julian Krzewiński (doktor Reski),
- Adolf Dymsza